# Integritat del senyal

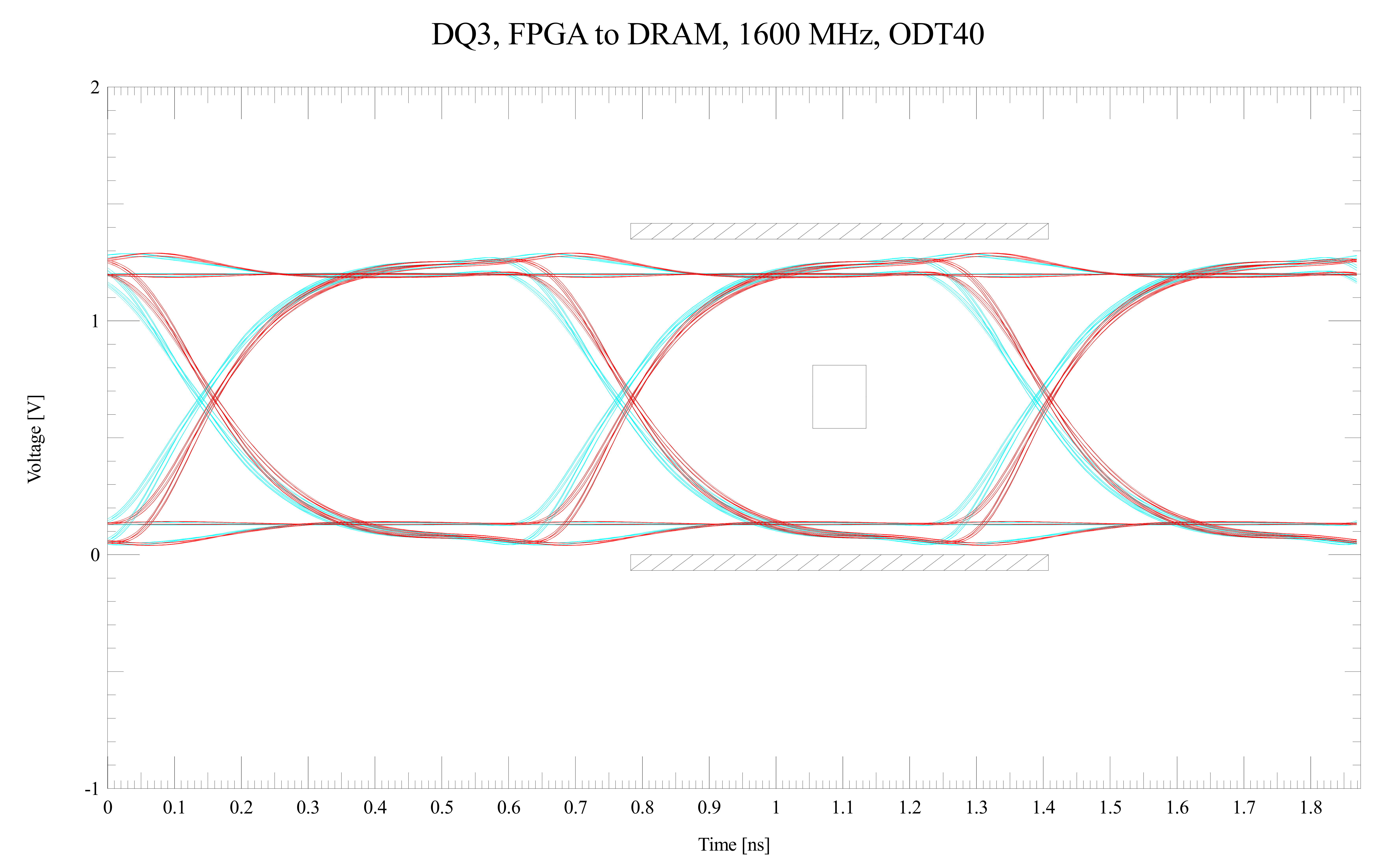
Diagrama d'ull simulat que mostra una forma d'ona de senyal DDR3

La integritat del senyal o SI és un conjunt de mesures de la qualitat d'un senyal elèctric. En electrònica digital, un corrent de valors binaris es representa per una forma d'ona de tensió (o corrent). Tanmateix, els senyals digitals són fonamentalment de naturalesa analògica i tots els senyals estan subjectes a efectes com ara soroll, distorsió i pèrdues. A distàncies curtes ia velocitats de bits baixes, un simple conductor pot transmetre això amb suficient fidelitat. A velocitats de bits elevades i a distàncies més llargues o a través de diversos mitjans, diversos efectes poden degradar el senyal elèctric fins al punt en què es produeixen errors i el sistema o dispositiu falla. L'enginyeria de la integritat del senyal és la tasca d'analitzar i mitigar aquests efectes. És una activitat important a tots els nivells d'embalatge i muntatge d'electrònica, des de les connexions internes d'un circuit integrat (IC), passant pel paquet, la placa de circuit imprès (PCB), la placa posterior i les connexions entre sistemes. Tot i que hi ha alguns temes comuns en aquests diferents nivells, també hi ha consideracions pràctiques, en particular 

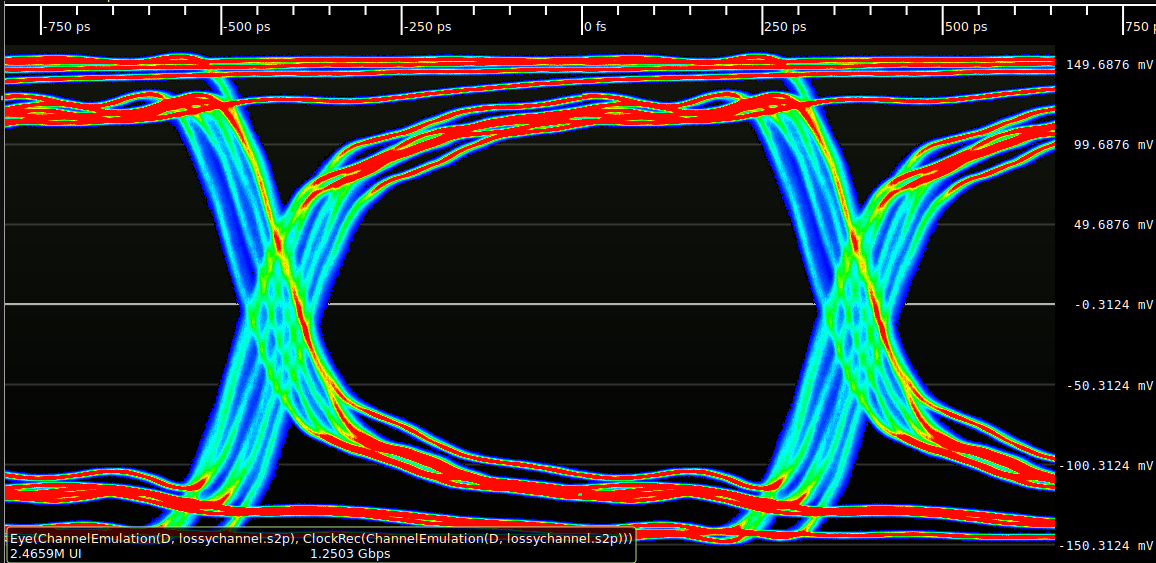
Diagrama d'ull d'un flux de dades Ethernet 1000base-SX, convertit d'òptica a elèctrica mitjançant un mòdul SFP, digitalitzat amb un oscil·loscopi Teledyne LeCroy WaveRunner 8404M-MS i representat amb glscopeclient. Es va aplicar un model de canal amb pèrdues (dotze peus de cable RG-188, amb uns 9 dB de pèrdua a 6 GHz) al senyal per tal d'il·lustrar els efectes de l'atenuació d'alta freqüència en un senyal.

el temps de vol d'interconnexió versus el període de bits, que causen diferències substancials en l'enfocament de la integritat del senyal per a connexions en xip versus connexions xip a xip.
Alguns dels principals problemes en estudi per a la integritat del senyal són el timbre, la diafonia, el rebot de terra, la distorsió, la pèrdua de senyal i el soroll de la font d'alimentació.
A les plaques de circuits impresos, la integritat del senyal es va convertir en una preocupació seriosa quan els temps de transició (pujada i baixada) dels senyals van començar a ser comparables al temps de propagació a través de la placa. A grans trets, això succeeix normalment quan la velocitat del sistema supera unes quantes desenes de MHz. Al principi, només alguns dels senyals més importants, o de més velocitat, necessitaven una anàlisi o un disseny detallats. A mesura que augmentaven les velocitats, una fracció cada cop més gran de senyals necessitava pràctiques d'anàlisi i disseny SI.
Per als CI, l'anàlisi SI es va fer necessària com a efecte de les regles de disseny reduïdes. En els primers dies de l'era moderna VLSI, el disseny i la disposició del circuit de xips digitals eren processos manuals. L'ús de l'abstracció i l'aplicació de tècniques de síntesi automàtica han permès als dissenyadors expressar els seus dissenys mitjançant llenguatges d'alt nivell i aplicar un procés de disseny automatitzat per crear dissenys molt complexos, ignorant en gran manera les característiques elèctriques dels circuits subjacents. No obstant això, les tendències d'escala (vegeu la llei de Moore) van tornar els efectes elèctrics a l'avantguarda en els nodes tecnològics recents.